# 仙女座I
仙女座Ⅰ是位於仙女座的一個矮橢球星系，距離大約264萬光年遠，在M31南方約3.5度偏東一點的位置上，是本星系群的一個星系，也是M31的衛星星系。 
仙女座Ⅰ是Sydney van Der Bergh在1970年使用帕羅馬天文台48英吋的望遠鏡發現的。 進一步的研究是使用哈伯太空望遠鏡的第二代廣域和行星照相機（WFPC2）完成的。發現有水平分支的恆星，像其他矮橢球星系一樣以紅色的恆星為主。根據這些，和有豐富的藍色水平分支恆星，以及天琴座RR變星，得到的結論是那里是恆星還在繼續呈長的地區，估計的年齡是100億歲。哈伯太空望遠鏡在仙女座Ⅰ也發現了一個球狀星團，是在最黯淡的星系中發現的這種星團。